# Ternat
Ternat ist eine belgische Gemeinde in der Region Flandern mit 16.578 Einwohnern (Stand 1. Januar 2024). Sie besteht aus dem Hauptort und den Ortsteilen Sint-Katherina-Lombeek und Wambeek.
Aalst liegt zwölf Kilometer nordwestlich, das Stadtzentrum von Brüssel circa 14 km östlich und Antwerpen 40 km nordnordöstlich.
Die Gemeinde besitzt eine Autobahnanschlussstelle (Ternat) an der A 10/E 40 und einen
Regionalbahnhof an der Bahnlinie Oostende-Gent-Brüssel.
Der Flughafen Brüssel National nahe der Hauptstadt ist der nächste internationale Flughafen.